# Mateusz Przybylko
Mateusz Przybylko (* 9. března 1992 Bielefeld), je německý atlet, výškař.

## Sportovní kariéra
Do evropské výškařské špičky pronikl v roce 2017 - na jaře obsadil sedmé místo na halovém mistrovství Evropy v Bělehradě, v létě skončil pátý na světovém šampionátu v Londýně. V březnu 2018 na halovém mistrovství světa v Birminghamu získal bronzovou medaili ve skoku do výšky. V srpnu téhož roku se v Berlíně v této disciplíně stal mistrem Evropy.

## Osobní rekordy
- hala - 2,35 m, (2017), Bottrop
- venku - 2,30 m, (2018), Dortmund